# زمین‌لرزه ۵۸۷ ژاپن
زمین‌لرزه ژاپن  در تاریخ ۹ اوت ۱۹۰۱ میلادی، برابر با ‎۱۸ مرداد ۱۲۸۰، ساعت ۹:۲۳:۰۰ به زمان یوتی‌سی در ژاپن رخ داد. ژرفای این زلزله ۳۵ کیلومتر بود. بزرگی آن ۷٫۲ در مقیاس Mw اعلام شده‌است. زمین‌لرزه به وقت محلی در روز جمعه، ساعت ۱۸ روی داده و منطقه زمانی آن یوتی‌سی +۹ بوده‌است .
سازمان زمین‌شناسی آمریکا نیز جای این زمین‌لرزه را در مختصات ۴۰°۳۶′شمالی ۱۴۲°۱۸′شرقی / ۴۰٫۶°شمالی ۱۴۲٫۳°شرقی و بزرگی آنرا برابر با ۷٫۴ در مقیاس ریشتر اعلام کرده‌است. ژرفای گزارش شده از سوی این سازمان ۳۳ کیلومتر می‌باشد.
سونامی نیز در این زلزله گزارش شده‌است.